# Högbom Outcrops
Die Högbom Outcrops sind rund 1000 m hohe Felsvorsprünge im ostantarktischen Coatsland. In den Herbert Mountains der Shackleton Range ragen sie an der Ostflanke der Mündung des Schimper-Gletschers in den Slessor-Gletscher auf.
Erste Luftaufnahmen fertigte die United States Navy im Jahr 1967 an. Der British Antarctic Survey nahm zwischen 1968 und 1971 Vermessungen vor. Das UK Antarctic Place-Names Committee benannte sie 1972 nach dem schwedischen Geologen Arvid Gustaf Högbom (1857–1940).